# Карл Ритер
Карл Ритер (Кведлинбург, 7. август 1779 — Берлин, 28. септембар 1859) је био немачки географ и уз Александра фон Хумболта један од оснивача савремене географске науке.

## Биографија
Ритер се родио 1779. године у Кведлинбургу, у северној подгорини планине Харц. Са пет година кренуо је у експерименталну школу засновану по моделима Жана Жака Русоа. По завршетку школовања запослио се као учитељ у дому извесног банкара у Франкфурту. Године 1818. постаје професор историје на Универзитету у Берлину, а већ 12 месеци касније је и докторирао. Ритер је у Пруску академију наука примљен 1822. године, а 1828. је основао Берлинско географско друштво. Преминуо је у Берлину у 80 години живота. У знак захвалности за допринос науци, планински венац у Калифорнији, у САД, понео је његово име.

## Ритеров рад
Према Ритеру, Земљу треба посматрати као природну средину. Он као најкрупније целине издваја континенте, а основна одлика структуре планете је „супротстављање земаљских полулопти — континенталне и океанске“. Напомиње да „Стари свет“ има премоћ над „Новим“, јер Евроазија је смештена у једном климатском појасу, док је Америка „растегнута“ од севера ка истоку. Тај хендикеп америчког копна онемогућава једнак развој цивилизација, напредак и међусобну интеракцију.
„Држава је одраз природних услова на коме се налази“, сматрао је Ритер. У основи свега су природни услови развоја, према томе, ако две државе имају сличне климатске услове њихов утицај у свету и развој ће бити слични. Ритер је у географију увео неке појмове који су постали темељ геополитике, и расистичких идеја у будућности. Ти појмови се односе на „историјске и неисторијске народе“, као и на државу — „организам везан за тле“. Заслужан је за увођење историјског и дијалектичког метода у географску науку.
Највећи део свог живота посветио је проучавању природне средине и историјских догађаја, а нарочито њиховом утијцају на човека и друштво. Своја запажања, тезе и схватања, објавио је у књизи Die Erdkunde im Verhältniss zur Natur und zur Geschichte des Menschen, која је изашла у 19 томова у периоду 1817. до 1859. године. Често је, иако велики ауторитет у светској науци, оспораван од стране својих савременика, нарочито због инсистирања на природним законима.

## Дела
- - 19 томова (Географија у односу на природу и историју човека), 1817-1859. године.
- (Општа упоредна географија), 1822. године.

## Литерарура
- Грчић, М. (1999): Политичка географија, Географски факултет, Београд.